# Vuelta a España 2023/19. Etappe
Die 19. Etappe der Vuelta a España 2023 fand am 15. September 2023 statt und führte die 78. Austragung des spanischen Etappenrennens aus dem Kantabrischen Gebirge in Richtung Süden. Die Strecke führte von La Bañeza über 177,1 flache Kilometer nach Íscar. Nach der Zielankunft hatten die Fahrer insgesamt 2848,6 Kilometer absolviert, was 90,2 % der Gesamtdistanz der Rundfahrt entspricht.
Etappensieger wurde der Italiener Alberto Dainese (DSM-Firmenich), der sich im Massensprint durchsetzte. Sepp Kuss (Jumbo-Visma) verteidigte das Rote Trikot.

## Streckenführung
Nach dem Start in La Bañeza führte die Strecke in Richtung Südosten. Bei Villafer wurde der Elsa überquert, ehe Tordesillas nach dem Durchfahren von Valderas, Villabrágima erreicht wurde. Im Anschluss drehte die Fahrtrichtung vermehrt nach Osten und führte über Serrada und Matapozuelos nach Mojados, wo 19,3 Kilometer vor dem Ziel ein Zwischensprint mit Zeitbonifikationen für das Gesamtklassement ausgefahren wurde. Die letzten Kilometer führten nach Íscar.
|                | Ort       | Kilometer |
| -------------- | --------- | --------- |
| Start          | La Bañeza | 0,0       |
| Zwischensprint | Mojados   | 157,8     |
| Bonussprint    | Mojados   | 157,8     |
| Ziel           | Íscar     | 177,1     |

## Rennverlauf
Mit Damien Touzé (AG2R Citroën) nahm ein Fahrer die 19. Etappe nicht in Angriff. Kurz nach dem Start setzten sich mit Mathis Le Berre (Arkéa-Samsic), Paul Lapeira (AG2R Citroën), Michal Schlegel (Caja Rural-Seguros RGA) und Clément Davy (Groupama-FDJ) vier Fahrer vom Hauptfeld ab. Die Ausreißer fuhren einen maximalen Vorsprung von rund drei Minuten heraus, ehe die Mannschaften Alpecin-Deceuninck und UAE Team Emirates die Nachführarbeit übernahmen. Kurz vor dem Zwischensprint setzte sich Clément Davy von seinen Fluchtgefährten ab und sicherte sich vor Kaden Groves und Edward Planckaert (beide Alpecin-Deceuninck) die meisten Punkte. Kurz darauf wurde er 19 Kilometer vor dem Ziel als letzter Ausreißer gestellt.
Rund 18 Kilometer vor dem Ziel trat Samuele Battistella (Astana Qazaqstan) an und konnte sich vor Hauptfeld absetzten. Der Italiener wurde jedoch 10 Kilometer vor dem Ziel wieder eingeholt, wodurch es zum Massensprint kam. Knapp vor dem letzten Kilometer kam es in den ersten Positionen des Fahrerfelds zu einem Sturz in den auch Kaden Groves, der Führende der Punktewertung und zweifache Etappensieger verwickelt war. Der Tagessieg ging an Alberto Dainese (DSM-Firmenich), der sich vor Filippo Ganna (Ineos Grenadiers) und Marijn van den Berg (EF Education-EasyPost) durchsetzte.
In der Gesamtwertung kam es zu keinen nennenswerten Veränderungen. Sepp Kuss (Jumbo-Visma) verteidigte das Rote Trikot und lag weiterhin vor seinen Teamkollegen Jonas Vingegaard und Primož Roglič. Juan Ayuso (UAE Team Emirates) folgte als bester Nachwuchsfahrer auf dem vierten Gesamtrang. Der gestürzte Kaden Groves konnte die Etappe ohne grobe Verletzung beenden und verteidigte so seine Führung in der Punktewertung. Remco Evenepoel (Soudal Quick-Step) blieb weiterhin an der Spitze der Bergwertung und das Team Jumbo-Visma führte nach wie vor die Mannschaftswertung an. Michael Schlegel wurde zum kämpferischsten Fahrer gewählt. Es verblieben 148 Fahrer im Rennen.

## Ergebnis
| \| Etappenergebnis \| Etappenergebnis \| Etappenergebnis \| Etappenergebnis \| Etappenergebnis \| \| Fahrer \| Fahrer \| Land \| Team \| Zeit \| \| --------------- \| ------------------- \| ---------------------- \| ---------------------- \| --------------- \| \| 1. \| Alberto Dainese \| Italien \| Team DSM-Firmenich \| 3 h 42 min 09 s \| \| 2. \| Filippo Ganna \| Italien \| Ineos Grenadiers \| + 0 s \| \| 3. \| Marijn van den Berg \| Niederlande \| EF Education-EasyPost \| + 0 s \| \| 4. \| Davide Cimolai \| Italien \| Cofidis \| + 0 s \| \| 5. \| Iván García Cortina \| Spanien \| Movistar Team \| + 0 s \| \| 6. \| Maurice Ballerstedt \| Deutschland \| Alpecin-Deceuninck \| + 0 s \| \| 7. \| Lewis Askey \| Vereinigtes Königreich \| Groupama-FDJ \| + 0 s \| \| 8. \| Hugo Hofstetter \| Frankreich \| Arkéa-Samsic \| + 0 s \| \| 9. \| Fernando Barceló \| Spanien \| Caja Rural-Seguros RGA \| + 0 s \| \| 10. \| Jonas Koch \| Deutschland \| Bora-Hansgrohe \| + 0 s \| |                     |                        |                        |                 |
| |                     |                        |                        |                 |
| Quelle: ProCyclingStats |                     |                        |                        |                 |
| Etappenergebnis |                     |                        |                        |                 |
| Fahrer | Fahrer              | Land                   | Team                   | Zeit            |
| 1. | Alberto Dainese     | Italien                | Team DSM-Firmenich     | 3 h 42 min 09 s |
| 2. | Filippo Ganna       | Italien                | Ineos Grenadiers       | + 0 s           |
| 3. | Marijn van den Berg | Niederlande            | EF Education-EasyPost  | + 0 s           |
| 4. | Davide Cimolai      | Italien                | Cofidis                | + 0 s           |
| 5. | Iván García Cortina | Spanien                | Movistar Team          | + 0 s           |
| 6. | Maurice Ballerstedt | Deutschland            | Alpecin-Deceuninck     | + 0 s           |
| 7. | Lewis Askey         | Vereinigtes Königreich | Groupama-FDJ           | + 0 s           |
| 8. | Hugo Hofstetter     | Frankreich             | Arkéa-Samsic           | + 0 s           |
| 9. | Fernando Barceló    | Spanien                | Caja Rural-Seguros RGA | + 0 s           |
| 10. | Jonas Koch          | Deutschland            | Bora-Hansgrohe         | + 0 s           |

## Gesamtstände
| \| Gesamtwertung \| Gesamtwertung \| Gesamtwertung \| Gesamtwertung \| Gesamtwertung \| \| Fahrer \| Fahrer \| Land \| Team \| Zeit \| \| ------------- \| ----------------- \| ------------------ \| ------------------ \| ---------------- \| \| 1. \| Sepp Kuss \| Vereinigte Staaten \| Jumbo-Visma \| 69 h 13 min 36 s \| \| 2. \| Jonas Vingegaard \| Dänemark \| Jumbo-Visma \| + 17 s \| \| 3. \| Primož Roglič \| Slowenien \| Jumbo-Visma \| + 1 min 08 s \| \| 4. \| Juan Ayuso \| Spanien \| UAE Team Emirates \| + 4 min 00 s \| \| 5. \| Mikel Landa \| Spanien \| Bahrain Victorious \| + 4 min 19 s \| \| 6. \| Enric Mas \| Spanien \| Movistar Team \| + 4 min 30 s \| \| 7. \| Cian Uijtdebroeks \| Belgien \| Bora-Hansgrohe \| + 7 min 37 s \| \| 8. \| Alexander Wlassow \| Neutrales Banner \| Bora-Hansgrohe \| + 8 min 35 s \| \| 9. \| João Almeida \| Portugal \| UAE Team Emirates \| + 10 min 20 s \| \| 10. \| Santiago Buitrago \| Kolumbien \| Bahrain Victorious \| + 12 min 20 s \| |                   |                    |                    |                  |
| |                   |                    |                    |                  |
| Quelle: ProCyclingStats |                   |                    |                    |                  |
| Gesamtwertung |                   |                    |                    |                  |
| Fahrer | Fahrer            | Land               | Team               | Zeit             |
| 1. | Sepp Kuss         | Vereinigte Staaten | Jumbo-Visma        | 69 h 13 min 36 s |
| 2. | Jonas Vingegaard  | Dänemark           | Jumbo-Visma        | + 17 s           |
| 3. | Primož Roglič     | Slowenien          | Jumbo-Visma        | + 1 min 08 s     |
| 4. | Juan Ayuso        | Spanien            | UAE Team Emirates  | + 4 min 00 s     |
| 5. | Mikel Landa       | Spanien            | Bahrain Victorious | + 4 min 19 s     |
| 6. | Enric Mas         | Spanien            | Movistar Team      | + 4 min 30 s     |
| 7. | Cian Uijtdebroeks | Belgien            | Bora-Hansgrohe     | + 7 min 37 s     |
| 8. | Alexander Wlassow | Neutrales Banner   | Bora-Hansgrohe     | + 8 min 35 s     |
| 9. | João Almeida      | Portugal           | UAE Team Emirates  | + 10 min 20 s    |
| 10. | Santiago Buitrago | Kolumbien          | Bahrain Victorious | + 12 min 20 s    |

| Punktewertung | Punktewertung       | Punktewertung      | Punktewertung         | Punktewertung |
| Fahrer        | Fahrer              | Land               | Team                  | Punkte        |
| ------------- | ------------------- | ------------------ | --------------------- | ------------- |
| 1.            | Kaden Groves        | Australien         | Alpecin-Deceuninck    | 245 P.        |
| 2.            | Remco Evenepoel     | Belgien            | Soudal Quick-Step     | 192 P.        |
| 3.            | Andreas Kron        | Dänemark           | Lotto Dstny           | 152 P.        |
| 4.            | Jonas Vingegaard    | Dänemark           | Jumbo-Visma           | 123 P.        |
| 5.            | Primož Roglič       | Slowenien          | Jumbo-Visma           | 117 P.        |
| 6.            | Sepp Kuss           | Vereinigte Staaten | Jumbo-Visma           | 112 P.        |
| 7.            | Marc Soler          | Spanien            | UAE Team Emirates     | 107 P.        |
| 8.            | Juan Ayuso          | Spanien            | UAE Team Emirates     | 105 P.        |
| 9.            | Marijn van den Berg | Niederlande        | EF Education-EasyPost | 105 P.        |
| 10.           | Filippo Ganna       | Italien            | Ineos Grenadiers      | 89 P.         |

| Bergwertung | Bergwertung       | Bergwertung        | Bergwertung        | Bergwertung |
| Fahrer      | Fahrer            | Land               | Team               | Punkte      |
| ----------- | ----------------- | ------------------ | ------------------ | ----------- |
| 1.          | Remco Evenepoel   | Belgien            | Soudal Quick-Step  | 129 P.      |
| 2.          | Jonas Vingegaard  | Dänemark           | Jumbo-Visma        | 51 P.       |
| 3.          | Michael Storer    | Australien         | Groupama-FDJ       | 39 P.       |
| 4.          | Romain Bardet     | Frankreich         | Team DSM-Firmenich | 35 P.       |
| 5.          | Primož Roglič     | Slowenien          | Jumbo-Visma        | 33 P.       |
| 6.          | Sepp Kuss         | Vereinigte Staaten | Jumbo-Visma        | 33 P.       |
| 7.          | Damiano Caruso    | Italien            | Bahrain Victorious | 30 P.       |
| 8.          | Andreas Kron      | Dänemark           | Lotto Dstny        | 28 P.       |
| 9.          | Eduardo Sepúlveda | Argentinien        | Lotto Dstny        | 23 P.       |
| 10.         | Jesús Herrada     | Spanien            | Cofidis            | 22 P.       |

| Nachwuchswertung | Nachwuchswertung  | Nachwuchswertung | Nachwuchswertung   | Nachwuchswertung  |
| Fahrer           | Fahrer            | Land             | Team               | Zeit              |
| ---------------- | ----------------- | ---------------- | ------------------ | ----------------- |
| 1.               | Juan Ayuso        | Spanien          | UAE Team Emirates  | 69 h 17 min 36 s  |
| 2.               | Cian Uijtdebroeks | Belgien          | Bora-Hansgrohe     | + 3 min 37 s      |
| 3.               | João Almeida      | Portugal         | UAE Team Emirates  | + 6 min 20 s      |
| 4.               | Santiago Buitrago | Kolumbien        | Bahrain Victorious | + 8 min 20 s      |
| 5.               | Remco Evenepoel   | Belgien          | Soudal Quick-Step  | + 23 min 53 s     |
| 6.               | Einer Rubio       | Kolumbien        | Movistar Team      | + 41 min 26 s     |
| 7.               | Antonio Tiberi    | Italien          | Bahrain Victorious | + 56 min 24 s     |
| 8.               | Attila Valter     | Ungarn           | Jumbo-Visma        | + 59 min 54 s     |
| 9.               | Lenny Martinez    | Frankreich       | Groupama-FDJ       | + 1 h 27 min 29 s |
| 10.              | Finn Fisher-Black | Neuseeland       | UAE Team Emirates  | + 1 h 43 min 01 s |

| Mannschaftswertung | Mannschaftswertung    | Mannschaftswertung           | Mannschaftswertung |
| Team               | Team                  | Land                         | Zeit               |
| ------------------ | --------------------- | ---------------------------- | ------------------ |
| 1.                 | Jumbo-Visma           | Niederlande                  | 207 h 07 min 23 s  |
| 2.                 | Bahrain Victorious    | Bahrain                      | + 33 min 59 s      |
| 3.                 | UAE Team Emirates     | Vereinigte Arabische Emirate | + 36 min 27 s      |
| 4.                 | Bora-Hansgrohe        | Deutschland                  | + 38 min 13 s      |
| 5.                 | Movistar Team         | Spanien                      | + 2 h 19 min 46 s  |
| 6.                 | TotalEnergies         | Frankreich                   | + 3 h 13 min 52 s  |
| 7.                 | Soudal Quick-Step     | Belgien                      | + 3 h 39 min 11 s  |
| 8.                 | Groupama-FDJ          | Frankreich                   | + 3 h 42 min 24 s  |
| 9.                 | Lidl-Trek             | Vereinigte Staaten           | + 3 h 42 min 59 s  |
| 10.                | Astana Qazaqstan Team | Kasachstan                   | + 4 h 09 min 10 s  |

## Ausgeschiedene Fahrer
- Damien Touzé (AG2R Citroën Team): nahm die Etappe nicht in Angriff[4]